# Ken Fletcher
Kenneth Norman Fletcher (15 de junho de 1940 – 11 de fevereiro de 2006) é um ex-tenista profissional australiano.

## Grands Slam finais

### Simples: 1 (1 vice)
| Posição | Ano  | Campeonato          | Piso  | Oponente    | Placar        |
| ------- | ---- | ------------------- | ----- | ----------- | ------------- |
| Vice    | 1963 | Aberto da Austrália | Grama | Roy Emerson | 3–6, 3–6, 1–6 |

### Duplas: 9 (2 títulos, 7 vices)
| Posição | Ano  | Campeonato          | Piso   | Parceiro      | Oponentes                    | Placar                    |
| ------- | ---- | ------------------- | ------ | ------------- | ---------------------------- | ------------------------- |
| Vice    | 1963 | Aberto da Austrália | Grama  | John Newcombe | Bob Hewitt Fred Stolle       | 2–6, 6–3, 3–6 6–3, 3–6    |
| Vice    | 1964 | Aberto da Austrália | Grama  | Roy Emerson   | Bob Hewitt Fred Stolle       | 4–6, 5–7, 6–3, 6–4, 12–14 |
| Campeão | 1964 | Roland Garros       | Saibro | Roy Emerson   | John Newcombe Tony Roche     | 6–3, 6–4                  |
| Vice    | 1964 | Wimbledon           | Grama  | Roy Emerson   | Bob Hewitt Fred Stolle       | 5–7, 9–11, 4–6            |
| Vice    | 1965 | Roland Garros       | Saibro | Bob Hewitt    | Roy Emerson Fred Stolle      | 8–6, 3–6, 6–8, 2–6        |
| Vice    | 1965 | Wimbledon           | Grama  | Bob Hewitt    | John Newcombe Tony Roche     | 5–7, 3–6, 4–6             |
| Campeão | 1966 | Wimbledon           | Grama  | John Newcombe | William Bowrey Owen Davidson | 6–3, 6–4, 3–6, 6–3        |
| Vice    | 1967 | Roland Garros       | Saibro | Roy Emerson   | John Newcombe Tony Roche     | 3–6, 7–9, 10–12           |
| Vice    | 1967 | Wimbledon           | Grama  | Roy Emerson   | Bob Hewitt Frew McMillan     | 2–6, 3–6, 4–6             |

### Duplas Mistas: 11 (10 títulos, 1 vice)
| Posição       | Ano  | Campeonato          | Piso   | Parceiro             | Oponentes                        | Placar        |
| ------------- | ---- | ------------------- | ------ | -------------------- | -------------------------------- | ------------- |
| Campeão       | 1963 | Australian Open     | Grama  | Margaret Smith Court | Fred Stolle Lesley Turner Bowrey | 6–4, 6–4      |
| Campeão       | 1963 | Roland Garros       | Saibro | Margaret Smith Court | Fred Stolle Lesley Turner Bowrey | 6–1, 6–2      |
| Campeão       | 1963 | Wimbledon           | Grama  | Margaret Smith Court | Bob Hewitt Darlene Hard          | 11–9, 6–4     |
| Campeão       | 1963 | US Open (3)         | Grama  | Margaret Smith Court | Ed Rubinoff Judy Tegart Dalton   | 0–6, 6–4, 6–4 |
| Campeão       | 1964 | Australian Open (2) | Grama  | Margaret Smith Court | Mike Sangster Jan Lehane O'Neill | 6–4, 6–4      |
| Campeão       | 1964 | Roland Garros (2)   | Saibro | Margaret Smith Court | Fred Stolle Lesley Turner Bowrey | 6–3, 4–6, 8–6 |
| Vice          | 1964 | Wimbledon           | Grama  | Margaret Smith Court | Fred Stolle Lesley Turner Bowrey | 6–4, 6–4      |
| Campeão       | 1965 | Roland Garros (3)   | Saibro | Margaret Smith Court | John Newcombe Maria Bueno        | 6–4, 6–4      |
| Campeão       | 1965 | Wimbledon (2)       | Grama  | Margaret Smith Court | Tony Roche Judy Tegart Dalton    | 12–10, 6–3    |
| Campeão       | 1966 | Wimbledon (3)       | Grama  | Margaret Smith Court | Dennis Ralston Billie Jean King  | 4–6, 6–3, 6–3 |
| ↓ Era Aberta↓ |      |                     |        |                      |                                  |               |
| Winner        | 1968 | Wimbledon (4)       | Grass  | Margaret Smith Court | Alex Metreveli Olga Morozova     | 6–1, 14–12    |